# Scutellaria potosina
Scutellaria potosina är en kransblommig växtart som beskrevs av Townshend Stith Brandegee. Scutellaria potosina ingår i Frossörtssläktet som ingår i familjen kransblommiga växter.

## Underarter
Arten delas in i följande underarter:
- S. p. platyphylla
- S. p. potosina